# David France
David France é um repórter investigativo, autor e cineasta americano. Como reconhecimento, foi nomeado ao Oscar 2013 na categoria de Melhor Documentário em Longa-metragem por How to Survive a Plague.

## Carreira no jornalismo
David France começou a publicar suas reportagens no jornal Gay Community News no início do ano 1980 e, em seguida, se tornou editor assistente do New York Native e contribuidor para o Village Voice. Seu assunto de interesse foi a crise de HIV/AIDS, destacando HIV/AIDS nos Estados Unidos. France perdeu seu namorado, cujo relacionamento durava 5 anos, para a AIDS em 1992.
France trabalhou brevemente no jornal New York Post, mas foi demitido por ser gay.

## Carreira como escritor
Frances escreveu três livros: Our Fathers: The Secret Life of the Catholic Church in an Age of Scandal, The Confession and Bag of Toys e How to Survive a Plague.

### The Confession and Bag of Toys
O livro foi escrito em colaboração com o ex-governador de Nova Jérsia Jim McGreevey, a obra atingiu a posição número 3 em livros de não-ficção e a posição número 1 de biografia.

### How to Survive a Plague
Publicado em 2016, após o documentário de mesmo nome ser lançado, o livro obteve reconhecimento por retratar o ativismo contra a AIDS e entrou na lista de 100 livros notáveis de 2016. Na obra, Frances relata a epidemia enquanto assiste amigos e seu namorado morrerem.

## Carreira no cinema

### How to Survive a Plague
O documentário How to Survive a Plague retrata os primeiros anos da epidemia de HIV nos Estados Unidos. A obra foi lançada em 2012, 4 anos antes de lançar o livro homônimo, durante o Festival Sundance de Cinema. O filme também foi exibido no Festival do Rio.
O filme foi nomeado ao Óscar, aos Prêmios Independent Spirit, ao Emmy Award, ao Prêmio Peabody e ao Gotham Awards.

David France afirma que a ignorância de gerações mais novas, que se espantam ao saber a dificuldade dos primeiros anos da epidemia, é o que mais o surpreende. France gravou depoimentos de ativistas sobreviventes, mostrando ao público que todos deveriam estar vivos. Os ativistas, em sua visão, são os heróis modernos.